# Pommiers-la-Placette
Pommiers-la-Placette är en kommun i departementet Isère i regionen Auvergne-Rhône-Alpes i sydöstra Frankrike. Kommunen ligger i kantonen Voiron som tillhör arrondissementet Grenoble. År 2013 hade Pommiers-la-Placette 554 invånare.

## Befolkningsutveckling
Antalet invånare i kommunen Pommiers-la-Placette
Referens:INSEE